# Gauehrenzeichen
Gauehrenzeichen was in tijd van het Duitse Rijk tijdens het nationaalsocialisme een onderscheiding van de Nationaalsocialistische Duitse Arbeiderspartij (NSDAP).

## Geschiedenis
De gouweretekens werden uitgereikt door de respectieve gouwleider van de gouw. De toekenningsbepalingen verschilde van gouw tot gouw. De verschillende gouwen van het Duitse Rijk tijdens het nationaalsocialisme - waaronder de Gouw Saksen, de Gouw Bayerische Ostmark, de Gouw Franken, de Gouw Halle-Merseburg, de Gouw Hessen-Nassau, de Gouw Magdeburg-Anhalt en de Gouw Mecklenburg-Lübeck - hadden een ereteken uitgegeven voor zogenaamde alte Kämpfer (Oude Strijders), dat wil zeggen voor mensen die al lid waren van de NSDAP, of een van haar "vechtorganisaties" vóór de overname van de macht in 1933. In deze gevallen had het gouwereteken een soortgelijke functie als die van het Ehrenwinkel der Alten Kämpfer (Erechevron voor de Oudstrijders). Het gouwereteken werd echter ook toegekend aan mensen die een bijzondere bijdrage hadden geleverd aan de nationaalsocialistische beweging. De nauwkeurigere bepalingen voor het toekennen van het gouwereteken zijn niet bekend.
Het algemene gouwereteken met het jaartal 1923 werd toegekend aan leden van de NSDAP die al partijlid waren geworden vóór 9 november 1923 - dus vóór de Bierkellerputsch (de mars op de Feldherrnhalle in München). Voor het gouwereteken met het jaartal 1925 was een lidmaatschap van de NSDAP vereist sinds de heroprichting van 27 februari 1925.

## Draagwijze
Het gouwereteken werd op de linkerkant van de borst gedragen. De leden van de NSDAP die naast het gouwereteken ook het Gouden Ereteken van de NSDAP hadden, mochten slechts een van de twee insignes dragen; het gelijktijdig dragen van meerdere gouweretekens of het gouwereteken en het Gouden Ereteken van de NSDAP was verboden.
Het recht om het ereteken te dragen kon door de Führer of een leider van het partijkanselarij ingetrokken worden.

## Uitvoeringen
Sommige gouweretekens werden uitgevoerd in '800' zilver. Van het gouwereteken Berlijn werden maar 30 gouden eretekens uitgereikt.
Alle gouweretekens toonden het hakenkruis; sommige hebben ook een rijksadelaar. In de gouwen waar het ereteken de vorm had van een (rijks)adelaar - bijvoorbeeld Thüringen - werd het gouwereteken ook wel een gouwadelaar genoemd.
Als enige fabrikant van het gouwereteken stond bekend Rudolf Wächtler & Lange uit Mittweida.

## Lijst van Gouweretekens
- Gau-Ehrenzeichen (1923 of 1925)

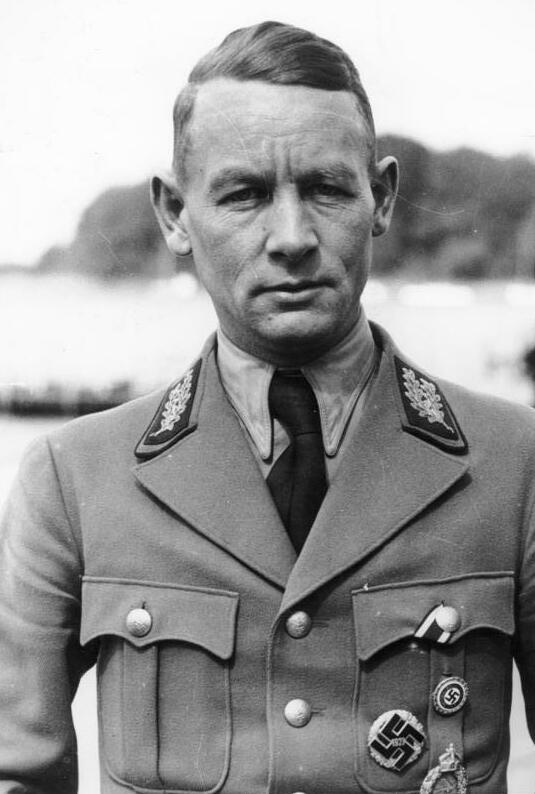
Gouwleider Friedrich Karl Florian met het gouw ereteken 1925.

- Gau-Ehrenzeichen des Gaues Baden  (goud en zilver[5])
- Gau-Traditionsabzeichen Essen  (goud en zilver[6]) (1925-1935[6])
- Gau München Erinnerungsabzeichen der 9 Nov 1923
- Gau-Ehrenzeichen für Mecklenburg 1925
- Ehrenzeichen Gau Ostpreußen  (zilver[7][8]) (1938[7][8]) (max.: 1000[7][8])
- Gau-Traditionsabzeichen Danzig-Westpreußen  (zilver[9]) (1939[9])
- Gau-Ehrenzeichen des Gaues Berlin der NSDAP  (goud en zilver[4]) (1926[4][3])
- Gauadler des Gaues Thüringen der NSDAP  ('800' zilver[10])
- Gau Wartheland-Traditionsabzeichen (ook bekend als Ehrenzeichen für Verdienste im Volkstumskampf) (1940[11][12])
  - Gau Wartheland-Traditionsabzeichen mit Brillianten[13]
- Gemeinsames Ehrenzeichen (1923 of 1925)[3] für die:
  - Gaue Sachsen  (zilver[14])
  - Bayerische Ostmark  (zilver[14])
  - Franken
  - Halle-Merseburg  (zilver[14])
  - Hessen-Nassau  (zilver[14])
  - Magdeburg-Anhalt  (zilver[14])
  - Mecklenburg (1925),  (zilver[14])
  - Osthannover  (goud en zilver[1][15] en brons[15]) (1933[15])
  - Lübeck (1933),  (zilver[14])
- Gau-Ehrenzeichen Sudetenland  (goud[16]) (1943[16])

## Na de Tweede Wereldoorlog
Het Gauehrenzeichen is een van de anticonstitutionele propagandamiddelen in Duitsland. De productie en het openbaar dragen of verspreiden ervan is verboden in overeenstemming met § 86a Strafgesetzbuch (StGB).
Het insigne is van een hakenkruis voorzien. Dat betekent dat het verzamelen, tentoonstellen en verhandelen van deze onderscheidingen in Duitsland aan strenge wettelijke regels is onderworpen. Op 26 juli 1957 vaardigde de Bondsrepubliek Duitsland een wet uit waarin het dragen van onderscheidingen met daarop hakenkruizen of de runen van de SS werd verboden. In de gedenazificeerde uitvoering mogen de badges wel worden gedragen.